# Фернандо Солер
Фернандо Солер (на испански: Fernando Soler) е мексикански актьор, режисьор и сценарист.
Роден е на 24 май 1896 година в Салтильо, щата Коауила, в семейство на испански актьори, като по-късно живее в Съединените щати. Негов по-малък брат е актьорът и режисьор Хулиан Солер. През 1934 година се връща в Мексико, започва да се снима в киното и става известен с филми, като „Chucho el Roto“ (1934), „Празноглавецът“ („El Gran Calavera“, 1949), „El grito de la carne“ (1951), „El gran mentiroso“ (1953).
Фернандо Солер умира на 24 октомври 1977 година в град Мексико.

## Избрана филмография
- „Chucho el Roto“ (1934)
- „Празноглавецът“ („El Gran Calavera“, 1949)
- „Сусана“ („Susana“, 1951)
- „Дъщерята на измамата“ („La hija del engaño“, 1951)
- „El grito de la carne“ (1951)
- „El gran mentiroso“ (1953)
- „Клетниците“ („Клетниците (теленовела)“, 1973)